# Milko Šparemblek
Milko Šparemblek (Prevalje, Slovenija, 1. prosinca 1928. – Zagreb, 25. veljače 2025.) bio je hrvatski baletan, koreograf, ravnatelj većeg broja baletnih kuća poput baleta Metropolitan opere u New Yorku i baleta zagrebačkog Hrvatskog narodnog kazališta, scenski i filmski redatelj rođen u Sloveniji.
Snimio je oko 40 baleta za televiziju i imao oko 150 premijera svojih djela u preko 50 kazališta diljem svijeta. Dobitnik je niza nagrada, uključujući Nagradu Vladimir Nazor za životno djelo i Nagradu za istaknutog umjetnika Međunarodnog društva za izvedbene umjetnosti.

## Rani život
Šparemblek je rođen na Prevaljama u Sloveniji kao jedinac. U dobi od tri godine njegova se obitelj preselila u Zagreb u naselje Kustošiju. Upisao je zagrebačku V. gimnaziju i bavio se atletikom. Pohađao je Sveučilište u Zagrebu na studiju komparativne književnosti, te iste godine počeo plesati u Zagrebačkoj operi (kasnije Hrvatskom narodnom kazalištu) pod vodstvom koreografa i plesača Ane Roje i Oskara Harmoša.

## Karijera plesača
Godine 1948. Šparemblek se pridružio Hrvatskom baletnom ansamblu Hrvatskog narodnog kazališta gdje je studirao klasične, suvremene i folklorne plesove. Četiri godine kasnije, 1952., promoviran je u baletnog solista na preporuku Ninette de Valois, a 1953. odlazi iz Zagreba u Pariz kao stipendist. Studirao je kod Olge Preobraženske, diplomantice Carske baletne škole u Moskvi, a kasnije kod Sergea Perettija u Baletnoj školi pariške Opere. Nakon što mu je završila stipendija, počeo je plesati u malim kabaretima, glazbenim dvoranama i raditi kao statist u filmskoj produkciji kako bi mogao platiti studij.
Šparemblek je postao član nekoliko različitih baletnih trupa, uključujući: Ballet de l'Étoile i trupe Janine Charrat, trupe Mauricea Béjarta, Milorada Miškovića i Ljudmile Čerine. Godine 1956. koreografirao je svoj prvi balet pod nazivom „L'Échelle”.
U New Yorku je studirao suvremene plesne tehnike kod Josea Limona i Marhe Graham.

## Karijera koreografa
Bio je baletni majstor u Bruxellesu pod vodstvom M. Bejarta u Ballet de XX. sc. Bio je ravnatelj lisabonskog Gulbekian Balleta i bio je ravnatelj baleta u Metropolitan operi u New Yorku, direktor baleta u Lyonskoj operi u Lyonu. Godine 1985. koreografirao je Pastoralnu - 6. Beethovenovu simfoniju - svjetsku praizvedbu, za baletnu trupu Ballet Teatro Guaíra, u gradu Curitiba, država Paraná, u Brazilu, koja je također izvedena u Rio de Janeiru i São Paulu. 
Bio je i ravnatelj Baleta zagrebačkog Hrvatskog narodnog kazališta, gdje je 2012. koreografirao „Čudesnog mandarina”, a 2014. koreografiju komedije „Dobra duša Sečuana”.